# Iselsberg-Stronach
Iselsberg-Stronach est une commune autrichienne du district de Lienz dans le Land de Tyrol.

## Géographie

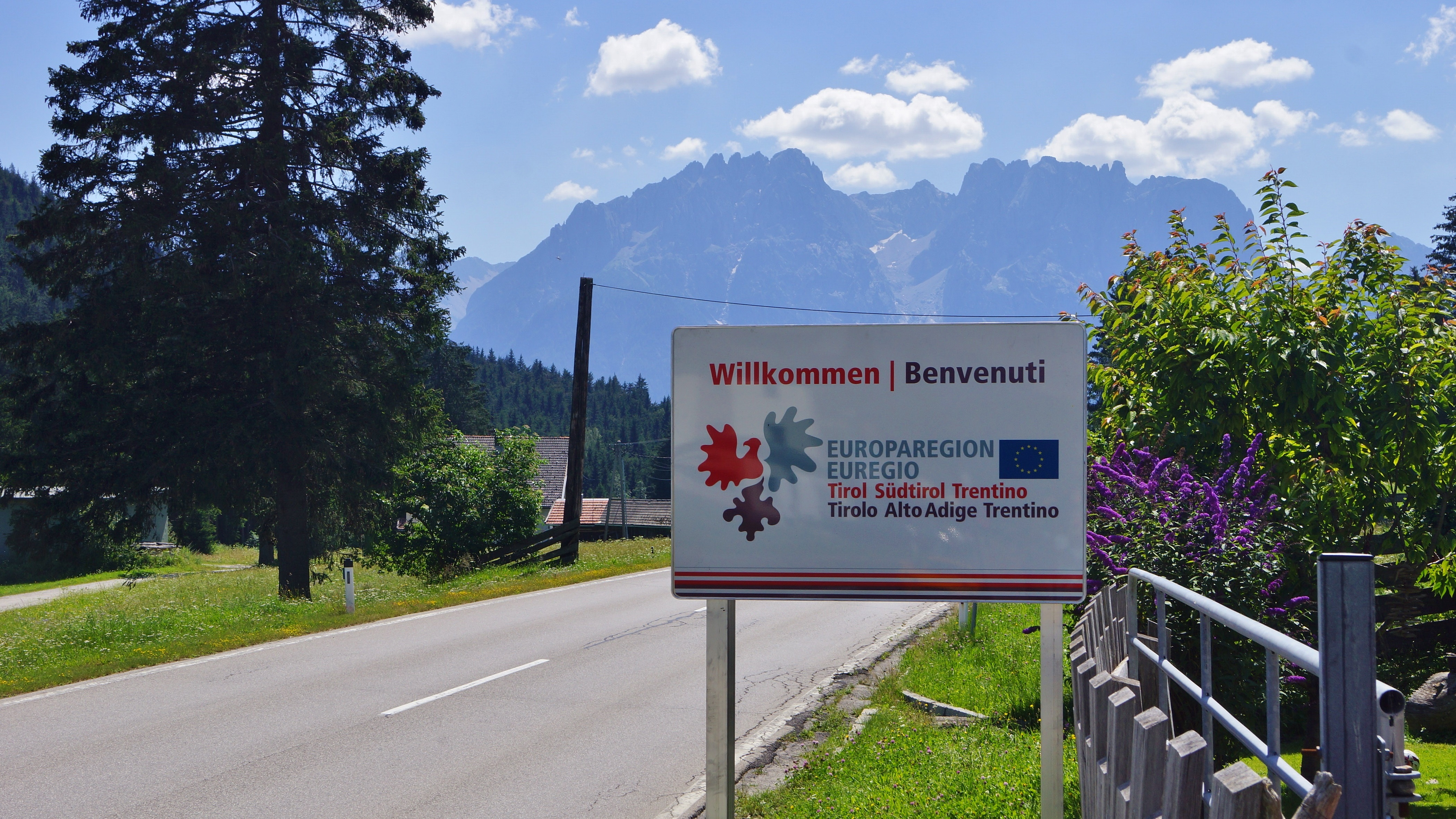
Le col d'Iselsberg.

La commune se situe dans le Tyrol oriental, couronnée par les montagnes des Hohe Tauern. Les deux villages d'Iselsberg et de Stronach se trouvent au sud-ouest du col d'Iselsberg (Iselsbergpass) reliant le bassin de Lienz, à l'embouchure de la rivière Isel dans la Drave, et la vallée de la Möll dans le Land de Carinthie. Le territoire municipal jouxte au sud-ouest la commune de Dölsach, alors qu'au nord-est se trouve la commune de Winklern en Carinthie.

## Histoire
Territoire de passage dès l'époque romaine, les lieux de Stranach (probablement d'origine slave) et d'Yselsperg au sud du col furent mentionnés pour la première fois dans un cadastre de 1346. Les domaines détenus par les comtes de Goritz ont été réunis au comté de Tyrol sous le règne des Habsbourg en 1500.

## Personnalités
- Franz Defregger (1835-1921), peintre.